# Eremophasma
Eremophasma är ett släkte av steklar. Eremophasma ingår i familjen sköldlussteklar.
Kladogram enligt Catalogue of Life:
| Eremophasma | \| \| Eremophasma eremobium \| \| \| \| \| \| Eremophasma peliococci \| \| \| \| |
|             | \| \| Eremophasma eremobium \| \| \| \| \| \| Eremophasma peliococci \| \| \| \| |
|             | Eremophasma eremobium                                                            |
|             |                                                                                  |
|             | Eremophasma peliococci                                                           |
|             |                                                                                  |